# Делииванови
Делииванови е стар български род от Кукуш. Сред представителите му, по време на Българското възраждане и борбите за освобождение на Македония, има общественици, просветни дейци, революционери.
За произхода на фамилното име Туше Делииванов разказва, че един от неговите прадеди през втората половина на XVIII век, когато Кукуш бил вече административен център на турската власт, стрелял с кремъклийка пушка по кандило, което горяло пред конака. Дръзката му постъпка не била наказана, тъй като бил обявен за луд и оттогава получил прякора „дели“ (луд) Иван (Еван, според кукушкото изписване), а потомците му станали Делииванови.
Сред известните хора от рода са Тено Делииванов и синът му Никола Тенов Делииванов, който е един от двамата кукушки младежи, заедно с Константин Станишев (син на водача на църковно-народните борби на кукушани Нако Станишев), изпратени от Димитър Миладинов да учат в Русия (1858 година).
Иван Т. Делииванов е сред първите дарители за създаване на кукушко читалище в 1869 година.
В литературата се споменава и Гоце Делииванов, забягнал в Румъния поради тежкия гнет, след саморазправа с турци, вероятно в края на 50-те или началото на 60-те години на XIX век.
В 1880 година друг Гоце Делииванов е сред седемте младежи, избрани от кукушани да продължат образованието си в новооткритата Първа софийска мъжка гимназия, по покана на нейния директор Георги Стаменов. След пристигането им в София, поради отсъствието на директора на гимназията, той и Христо Станишев са изпратени от министъра на просвещението да учат в Петропавловската семинария в Русия. Разбрал това, Стоименов ги връща обратно в България, където продължават във втори клас на гимназията.  Гоце Делииванов завършва гимназията и след това се завръща в родния си Кукуш, където става учител.
Туше Иванов Делииванов (1869 – 1950) е виден български революционер и учител. Приятел и съратник на Гоце Делчев. Главен учител в продължение на 13 години и пръв ръководител на Кукушката революционната организация до емигрирането си в България.